# Teratolytta gentilis
Teratolytta gentilis là một loài bọ cánh cứng trong họ Meloidae. Loài này được J. Frivaldszky miêu tả khoa học năm 1877.